# Knud Børge Martinsen
Knud Børge Martinsen (30. november 1905 i Sandved, Sydsjælland – 25. juni 1949 på Bådsmandsstræde Kaserne, Christianshavn) var en dansk officer og SS-mand, der under retsopgøret blev henrettet som landsforræder.

## Biografi
Martinsen var søn af skrædder Hans Kristian Martinsen og hustru Ottilia Marie f. Poulsen.
Martinsen blev soldat i 1928, og blot ti år senere var han officer med rang af kaptajnløjtnant. I 1940 var han elev på et generalstabskursus på Frederiksberg Slot og kunne se frem til en lovende karriere.
Besættelsen den 9. april var et chok for ham som for mange andre officerer. Den 26. juni 1940 meldte han sig ind i DNSAP, og da han deltog i flere af partiets demonstrationer i uniform, fik han i sine militærpapirer påtegninger, der hindrede karrieren. Han trådte uden for nummer, søgte ind i Waffen-SS og var fra september 1941 kompagnichef i Frikorps Danmark, hvis chef var C.F. von Schalburg. Han overtog kommandoen 21. juni 1942, efter at først von Schalburg og dernæst dennes efterfølger var faldet.
Martinsen ledede Schalburgkorpset, som søgte at opfylde besættelsesmagtens krav om deltagelse i bekæmpelse af modstandsbevægelsen.
Han blev arresteret 5. maj 1945 i sit hjem på Frederiksborgvej 51B (Roskilde) for sin tjeneste i Schalburgkorpset og for to mord. Det ene mord var skydningen i marts 1944 i Schalburgkorpsets hovedkvarter af tropsfører Fritz Henning Tonnies von Eggers på grund af en mistanke om en affære med hans kone.
Han blev dømt til døden og den 25. juni 1949 kl. 01:00 henrettet ved skydning i Henrettelsesskuret på Bådsmandsstrædes Kaserne i København.